# Garo Batmanian
Garo Joseph Batmanian é um biólogo e ecólogo brasileiro que trabalha desde a década de 1980 na conservação e manejo de recursos naturais e da biodiversidade, atuando junto a organizações da sociedade civil, entidades governamentais e multilaterais, nacionais e internacionais. Em 21 de março de 2023, foi nomeado para o cargo de Diretor-Geral do Serviço Florestal Brasileiro (SFB), atualmente ligado ao Ministério do Meio Ambiente e Mudança do Clima no Brasil. Uma das primeiras ações da nova gestão do SFB foi bloquear o uso do Cadastro Ambiental Rural (CAR) como instrumento para a grilagem de terras indígenas e de comunidades tradicionais na Amazônia.  
Garo Batmanian foi Líder Global para Florestas, Paisagem Biodiversidade do Banco Mundial, com sede em Washington. Anteriormente, exerceu o cargo de Diretor do Programa da América Latina do WWF-EUA e foi o primeiro Secretário-Geral do WWF-Brasil, assumindo o cargo quando a entidade foi criada, em 1996. Quando retornou ao Brasil, em agosto de 2022, tornou-se "visiting scholar" da New York University / Universidade de Nova York (NYU), estudando e promovendo a cadeia de valor de produtos compatíveis com a preservação de florestas amazônicas. 

## Biografia
Garo Batmanian é bacharel em Biologia pela Universidade Federal do Rio de Janeiro (UFRJ, Brasil – 1980) e tem mestrado em Ecologia da Fauna e Flora pela Universidade de Brasília (UnB, Brasil - 1983). É Ph.D. em Ecologia pela University of Georgia (UGA, USA - 1990), com a tese em recuperação de áreas de pastagens degradadas na Amazônia.
No WWF, atuou em inúmeros projetos de conservação e uso sustentável de recursos naturais, a exemplo do programa Floresta para Sempre, de manejo florestal; o Investindo na Natureza, de proteção de recursos hídricos na Amazônia e no Pantanal; e liderou a negociação do Programa ARPA – Áreas Protegidas da Amazônia, lançado em 2002 com a meta de proteger 10% da Amazônia e tido como o maior acordo de conservação da natureza até então, tendo garantido US$ 215 milhões para proteger 600 mil km2 de floresta. A origem do ARPA foi a campanha "Forest for Life" (Floresta para a Vida), que estabeleceu a meta de proteção de 10% dos biomas florestais de cada país; em 1997, Garo Batmanian articulou o apoio do WWF-EUA e do WWF Internacional para que o Brasil aderisse, o que ajudou a convencer o então presidente Fernando Henrique Cardoso a anunciar o compromisso de proteger 10% da Amazônia. O ARPA financiou, entre outros projetos, a criação do maior parque nacional do Brasil, que é também a maior unidade de conservação de florestas tropicais do mundo, o Parque Nacional Montanhas do Tumucumaque, com 38,8 mil km2, situado entre o Amapá e o Pará. 
No Banco Mundial, onde trabalhou de 2004 a 2022, presidiu a Força-Tarefa de Finanças da Iniciativa Década das Nações Unidas para a Restauração de Ecossistemas; foi membro do Comitê Técnico de Biodiversidade do Global Reporting Initiative (GRI); e ponto focal para a Convenção sobre Diversidade Biológica e Parceria Colaborativa sobre Florestas (CPF), entre outras funções. Trabalhou nos escritórios do WB no Brasil (até 2013) e na China (entre 2013 e 2017) nas áreas de gestão ambiental, silvicultura, financiamento de créditos de carbono e desenvolvimento rural, e em operações com foco em sustentabilidade ambiental. 
Entre 2016 e 2020 coordenou a implementação do Plano de Ação para Florestas do Banco Mundial, tendo gerenciado o PROFOR (Programa sobre Florestas) até seu encerramento, em 2021; entre 2002 e 2020, o PROFOR recebeu US$ 52 milhões em doações e implementou 270 atividades nas áreas de governança, meios de subsistência, finanças e colaboração intra-setorial.
Foi também gerente dos fundos fiduciários do Programa de Investimento Florestal (FIP) do WB em 10 países, incluindo o mecanismo dedicado ao apoio às comunidades indígenas e tradicionais; desenhou e gerenciou  a Parceria Global para Paisagens Sustentáveis e Resilientes (PROGREEN), que desenvolveu, entre outras iniciativas, uma ferramenta de resiliência climática para projetos florestais.  
Garo Batmanian gerenciou ainda o Programa Piloto para a Conservação das Florestas Tropicais - PPG7, iniciativa do governo brasileiro em parceira com a comunidade internacional, considerado um dos maiores programas de cooperação multilateral voltados à Amazônia brasileira. O programa, de US$ 428 milhões, foi financiado pelos governos dos países do G7, Países Baixos e União Europeia. 
Foi fundador e primeiro presidente do Conselho Diretor do FSC-Brasil, onde coordenou o processo de definição dos padrões nacionais de certificação para florestas plantadas e florestas naturais, tendo coordenado, posteriormente, o planejamento estratégico do FSC-Internacional para o fortalecimento das iniciativas nacionais de certificação florestal dos escritórios regionais da entidade na América Latina. 
É ainda membro-fundador do Conselho Deliberativo do Fundo Nacional para a Biodiversidade (FUNBIO); fundador e membro do Conselho Diretor da Associação Mico-Leão-Dourado, voltada para a recuperação da espécie e para a proteção da Mata Atlântica do Rio de Janeiro; e membro do Conselho Diretor do IMAZON, instituto de pesquisa sediado em Belém.
Em 2025, Garo Batmanian foi condecorado com a Medalha da Ordem de Rio Branco, no grau de Oficial — uma honraria concedida pelo governo brasileiro a pessoas que tenham prestado relevantes serviços diplomáticos, científicos ou culturais ao país, especialmente no fortalecimento das relações exteriores e da imagem do Brasil no mundo. No mesmo ano, foi incluído na lista dos "10 Heróis das Florestas que Estão Salvando o Planeta", publicada pelo Global Landscapes Forum, em reconhecimento às suas contribuições para a conservação florestal e a política ambiental.